# Luca Nagymihály
Luca Nagymihály (* 27. September 1997) ist eine ehemalige ungarische Tennisspielerin.

## Karriere
Nagymihály spielte vor allem auf dem ITF Women’s Circuit, auf dem sie keinen Titel gewann.
Ihren größten Erfolg erzielte sie mit dem Erreichen des Finales des mit 10.000 US-Dollar dotierten Turniers in Győr 2016, wo sie Bianka Békefi mit 6:3, 5:7 und 2:6 unterlag. Im Doppel stand sie mit ihrer Partnerin Luca Pump im Halbfinale des mit 15.000 US-Dollar dotierten Turniers in Baja.